# Escuela de Microbiología (UdeA)
La Escuela de Microbiología es una unidad académica de la Universidad de Antioquia -UdeA-, fundada en 1958 y sus actividades se concentran principalmente en el bloque 5 de la Ciudad Universitaria, campus ubicado en la ciudad colombiana de Medellín. La Escuela se dedica al estudio, producción y aplicación de los conocimientos en las áreas de Microbiología y Bioanálisis para formar profesionales idóneos con criterios de excelencia académica, éticos y de responsabilidad social. Además, desarrolla programas académicos de formación en pregrado y posgrado y promueve actividades de investigación, docencia y extensión. La unidad tuvo el nombre de Escuela de Bacteriología y Laboratorio Clínico hasta principios de 2007 cuando se le cambió por el actual.

## Investigación

### Grupo de Microbiología Molecular
El grupo está clasificado en la categoría A por Colciencias, creado en el 2002. En su conformación participan docentes investigadores de la Escuela de Microbiología y la Corporación para Investigaciones Biológicas (CIB).
El grupo de Microbiología Molecular investiga aspectos de la microbiología biomédica integrando la investigación básica y aplicada. Su trabajo hace posible la modernización y la cualificación, tanto de la docencia a nivel de pre y posgrado, como de las actividades de extensión.
Objetivo:
- Ser un grupo consolidado de investigación, docencia y extensión en microbiología molecular básica y aplicada.
- Impulsar, desarrollar y fortalecer la investigación en microbiología desde la Escuela de Bacteriología de la Universidad de Antioquia.

Líneas de investigación:
- Epidemiología molecular
- Desarrollo y transferencia de técnicas moleculares
- Interacción hospedero-microorganismo
- Microbiología molecular.

### Grupo de Biotecnología
Este grupo clasificado en la categoría B por Colciencias, está conformado por docentes-investigadores de las Facultades de Química Farmacéutica, Ciencias Agrarias, Ciencias Exactas y Naturales, Ingeniería y de la Escuela de Microbiología.
En sus inicios el grupo fue radicado en la Escuela, lo que significó la incursión en un campo novedoso y vanguardista en el ejercicio del bacteriólogo y del microbiólogo, que le permite a la Unidad Académica una ubicación estratégica en materia de los avances científicos. En la actualidad el grupo está adscrito a la Facultad de Ciencias Exactas y Naturales como consecuencia de las características internas, no obstante la línea de Biorremediación se continúa coordinando desde la Unidad Académica.
Objetivo:
- Contribuir al desarrollo científico, tecnológico y económico en el departamento de Antioquia, por medio de la Biotecnología, mediante el mejoramiento de la docencia, la extensión y la formación investigativa en los programas de pregrado y posgrado, aportando soluciones a problemas de la comunidad.

Líneas de investigación:
- Bioprocesos
- Biotecnología vegetal
- Biotecnología animal
- Biorremediación.

### Grupo de Citología ginecológica y prevención de cáncer cérvicouterino
El grupo clasificado en la categoría C por Colciencias, está conformado por docentes-investigadores de la Escuela de Microbiología, la Facultad de Enfermería y la Facultad de Medicina.
El surgimiento del Grupo se produce en el año 1998 alrededor de un campo tradicional de la Bacteriología; no obstante, ha rebasado su visión como prueba de laboratorio desarrollando actividades de investigación, extensión y docencia de manera complementaria con enfoque preventivo, de una problemática que continúa vigente.
Objetivos:
- Desarrollar la investigación en el área de citología ginecológica desde la perspectiva social, cultural y de atención en salud orientada a la prevención del cáncer cervicouterino.
- Desarrollar líneas de investigación que aporten a la solución de problemas que inciden en la salud ginecológica, especialmente los relacionados con la prevención del cáncer cérvicouterino e infecciones de transmisión sexual.
- Contribuir a la formación de microbiólogos y bioanalistas con énfasis en citología cérvicovaginal para su desempeño idóneo y profesional en el medio; desarrollar programas y proyectos a través de las prácticas académicas, asistenciales, educativas y comunitarias que contribuyan al mejoramiento de las condiciones de salud de la mujer y su medio social.
- Establecer contacto con grupos de egresados y demás personal que labora en el área mediante capacitación, asesoría y consultoría acorde con las necesidades de cada grupo y los nuevos avances en el conocimiento científico; participar en redes nacionales e internacionales, gubernamentales y no gubernamentales relacionadas con programas de salud de la mujer.
- Participar en la promoción de las políticas y estrategias del sector salud dirigidas a la prevención del cáncer ginecológico.

Líneas de Investigación:
- Caracterización sociocultural y factores que condicionan la salud sexual y reproductiva
- Prevención del cáncer uterino
- Enfermedades infecciosas cérvico vaginales
- Impacto de la prueba citológica
- Sistema de garantía de la calidad del estudio citológico (L,R,N)

### Grupo interdisciplinario de investigación y proyección social de Microbiología y Bioanálisis (Promic)
Este grupo, conformado en el 2002, dentro de su plan pretende fortalecer el carácter interdisciplinario y la capacidad de convocatoria para desarrollar investigación y participar en la resolución de problemas relacionados con la dinámica social de la salud en comunidades e instituciones prestadoras de servicios.
Objetivos:
- Desarrollar actividades de atención, promoción y prevención, teniendo como eje el objeto de estudio del programa de Microbiología y Bioanálisis y sus relaciones con los componentes social y humano y de investigación.
- Desarrollar actividades de investigación, extensión y docencia orientadas aproyectar socialmente el saber que administra el programa para contribuir con la resolución de problemas de salud de las comunidades con las cuales la Escuela Microbiología tiene convenio.
- Participar en la formación integral de los estudiantes a través de los proyectos curriculares que sirve el Área Sociohumanística del programa de Microbiología y Bioanálisis.

## Programas
Pregrado
- Microbiología y Bioanálisis
- Microbiología Industrial y Ambiental

Posgrado
- Especialización en Gestión y Aseguramiento de la Calidad en Laboratorios Clínico y de Ensayo (Modalidad Virtual)
- Maestría en Microbiología
- Doctorado en Microbiología